# Vattenfall Cyclassics de 2011
A 16.ª edição da Vattenfall Cyclassics teve lugar a 21 de agosto de 2011, trata-se da 22.ª prova do UCI WorldTour de 2011. O Norueguês Edvald Boasson Hagen impôs-se ao sprint ante Gerald Ciolek e Borut Božič.

## Apresentação

### Equipas participantes
21 equipas participam na Vattenfall Cyclassics de 2011 : as 18 equipas do UCI World Tour e três equipas continentais profissionais convidados (Skil-Shimano, Team NetApp, CCC Polsat-Polkowice).
| N.      | Código | Equipa              |
| ------- | ------ | ------------------- |
| 1-8     | GRM    | Garmin-Cervélo      |
| 11-18   | SKY    | Team Sky            |
| 21-28   | OLO    | Omega Pharma-Lotto  |
| 31-38   | LEIO   | Team Leopard-Trek   |
| 41-48   | BMC    | BMC Racing          |
| 51-58   | THR    | Team HTC-Highroad   |
| 61-68   | LAM    | Lampre-ISD          |
| 71-77   | SBS    | Saxo Bank-SunGard   |
| 81-88   | RSH    | Team RadioShack     |
| 91-98   | LIQ    | Liquigas-Cannondale |
| 101-108 | RAB    | Rabobank            |

| N.      | Código | Equipa               |
| ------- | ------ | -------------------- |
| 111-118 | KAT    | Team Katusha         |
| 121-126 | TIDOS  | Euskaltel-Euskadi    |
| 131-138 | AST    | Astana Pro Team      |
| 141-148 | MOV    | Movistar             |
| 151-158 | ALM    | AG2R La Mondiale     |
| 161-168 | QST    | Quick Step           |
| 171-177 | VCD    | Vacansoleil-DCM      |
| 181-188 | SKS    | Skil-Shimano         |
| 191-198 | CCC    | CCC Polsat-Polkowice |
| 201-208 | APP    | Team NetApp          |

## Resultados
| #  | Corredor               | País          | Equipa             |    | Tempo             | Pontos UCI |
| -- | ---------------------- | ------------- | ------------------ | -- | ----------------- | ---------- |
| 1  | Edvald Boasson Hagen   | Noruega       | Team Sky           | em | '4 h 49 min 40 se | 80         |
| 2  | Gerald Ciolek          | Alemanha      | Quick Step         |    | m.t               | 60         |
| 3  | Borut Božič            | Eslovênia     | Vacansoleil-DCM    |    | m.t               | 50         |
| 4  | Simone Ponzi           | Itália        | Liquigas           |    | m.t               | 40         |
| 5  | José Joaquín Rojas     | Espanha       | Movistar           |    | m.t               | 30         |
| 6  | Jürgen Roelandts       | Bélgica       | Omega Pharma-Lotto |    | m.t               | 22         |
| 7  | Simon Clarke           | Austrália     | Astana Pro Team    |    | m.t               | 14         |
| 8  | Manuel António Cardoso | Portugal      | RadioShack         |    | m.t               | 10         |
| 9  | Grega Bole             | Eslovênia     | Lampre-ISD         |    | m.t               | 6          |
| 10 | Michel Kreder          | Países Baixos | Garmin-Cervélo     |    | m.t               | 2          |